# Ferdinando Gentile
Ferdinando „Nando“ Gentile (* 1. Januar 1967 in Tuoro, Italien) ist ein ehemaliger italienischer Basketballspieler und aktueller -trainer. Seine Söhne Alessandro und Stefano sind ebenfalls Basketballprofis.

## Spielerkarriere

### Vereinskarriere
Seine Profikarriere begann Gentile, der auf der Position des Point Guard spielte, bei Juventus Caserta, einem Verein aus Caserta. Nach einer Saison bei Pallacanestro Trieste wechselte Gentile 1994 zum italienischen Traditionsverein Stefanel Milano, wo er bis 1998 unter Vertrag stand. Auch wenn Gentile bis zu diesem Zeitpunkt neben zwei Meisterschaften auch zweimal den italienischen Vereinspokal gewinnen konnte, lasteten die verlorenen Europapokal-Finale schwer. Gleich viermal stand er im Finale des Korać-Cup (1986, 1994, 1995, 1996) und je ein weiteres Mal im Endspiel um den Europapokal der Pokalsieger (1989) bzw. des Saporta Cups (1998) ohne den Platz als Sieger verlassen zu können. 1998 wechselte Gentile zum griechischen Spitzenverein Panathinaikos Athen. Mit den Griechen gewann er drei Meisterschaften in Folge und konnte 2000, neben Spielern wie Fragiskos Alvertis, Dejan Bodiroga, Željko Rebrača, oder Michael Koch, mit dem Europapokal der Landesmeister den bedeutendsten Erfolg seiner Karriere verzeichnen. 2001 stand er ein weiteres Mal in einem Europapokalfinale (Suproleague), unterlag dort jedoch mit Athen Maccabi Tel Aviv die noch im Vorjahresfinale geschlagen werden konnten. 2001 kehrte Gentile nach Italien zurück, wo er nach je einer Saison bei Snaidero Udine bzw. Mens Sana Siena 2003 seine aktive Spielerkarriere beendete.

### Nationalmannschaft
In der italienischen Nationalmannschaft, für die er in 132 Länderspielen 962 Punkte erzielte, war Gentile von 1987 bis 1996 aktiv. Während dieses Zeitraums nahm er an vier Europameisterschaften teil und erreichte 1991 vor heimischem Publikum die Silbermedaille. 1993 gewann er bei den Mittelmeerspielen die Goldmedaille.

### Erfolge
- Italienischer Basketballmeister: 1991, 1996
- Griechischer Meister: 1999, 2000, 2001
- Italienischer Basketballpokal: 1988, 1996
- Europapokal der Landesmeister: 2000
- Vize-Europameister: 1991
- Goldmedaille bei den Mittelmeermeisterschaften: 1993

## Trainerkarriere
Gentiles erste Station als Trainer war Andrea Costa Imola, die er zu Beginn der Saison 2006/2007 übernahm und für zwei Jahre trainierte. 2008 war er Co-Trainer beim italienischen EuroLeague Teilnehmer Lottomatica Roma, wo er im Dezember desselben Jahres zum Cheftrainer befördert wurde. Dort blieb er ein Jahr, bevor er nach nur 3 Siegen aus den ersten neun Spielen der Saison 2009/10 in der Serie A zurücktrat. 2011 übernahm er den Trainerposten beim Zweitligisten Veroli Basket.